# Renata Pawlik
Renata Pawlik (* 23. Mai 1955 in Posen) ist eine polnische Schneidermeisterin für Designermode, die in Berlin lebt.

## Leben
Renata Pawlik wuchs in Posen auf. Ihr Vater war bereits in der dritten Generation Schneider. Mit 16 machte sie eine Schneiderlehre und arbeitete in einer Textilfabrik. Mit 22 erweiterte sie ihre Kenntnisse und besuchte die Textilschule in Posen, die sie mit dem Meistergrad abschloss. Sie begeisterte sich für die Haute Couture, die im sozialistischen Polen als dekadent und klassenfeindlich galt. Neben ihrer Arbeit in der Textilfabrik schneiderte sie heimlich und privat für Freunde und Bekannte eigene Kreationen.
Nach der Wende kam sie aus Polen nach Berlin. Ihre Eltern eröffneten in Tempelhof eine Änderungsschneiderei. Schon ein Jahr später machte sich auch Pawlik selbstständig.
Zu einer Zeit, als in Berlin die Anzahl der Schneidereibetriebe von 81 im Jahr 2000 auf 31 bis Ende 2004 sank, übernahm Renata Pawlik 2003 in einer Zwischenmeisterei zwei Mitarbeiterinnen und ein paar Maschinen. Im Januar 2003 fand sie auf der Modemesse Premium ihre ersten Kunden: Streetwear- und Jeansmarken und junge Berliner Designermarken, wie Mari Otbergs JustMariOt, für die sie die Prototypen entwickelte und kleine Serien produzierte, Kollektionen, die auf der Berlin Fashion Week präsentiert wurden. Ihre Zwischenmeisterei für Designermode mit zwölf festen und je nach Auftragslage bis zu 100 Schneiderinnen gilt heute als eine der renommiertesten Berlins. International erfolgreiche Marken wie Kaviar Gauche, Kilian Kerner und Wolfgang Joops Wunderkind lassen bei ihr fertigen.